# Hanno Selg
Hanno Antonovits Selg (* 31. Mai 1932 in Tartu; † 2. Oktober 2019) war ein sowjetischer Moderner Fünfkämpfer und estnischer Hochschullehrer.

## Leben
Hanno Selg war zunächst als Skisportler aktiv. Im Rahmen der Meisterschaften der Estnischen SSR gewann er 1952 eine Silbermedaille in der 4-mal-10-km-Staffel und eine Bronzemedaille im Slalom. Ab 1953 widmete sich Selg verstärkt dem Modernen Fünfkampf und konnte bis 1965 sechs Meistertitel der Estnischen SSR in dieser Sportart erringen. Hinzu kamen ein Einzeltitel im Fechten sowie ein Titel im Winter-Pentathlon. 1960 wurde Selg sowjetischer Meister im Modernen Fünfkampf und wurde daraufhin für die Olympischen Spiele in Rom nominiert. Dort gewann er im Mannschaftswettbewerb die Silbermedaille und belegte im Einzelwettkampf den zehnten Rang. 1960 wurde er zudem zum Sportler des Jahres in der Estnischen SSR gekürt. 1965 beendete er seine aktive Laufbahn und arbeitete bis 1979 als Trainer und Schiedsrichter im Modernen Fünfkampf.
Von 1979 bis 1994 unterrichtete Selg an der Universität Tartu. Seit 1995 war er Inhaber eines privaten Busunternehmens, das seine Dienstleistungen im Nahverkehr von Tartu anbietet.